# Achlya
Genre
Achlya est un genre d'insectes de l'ordre des lépidoptères (papillons), de la famille des Drepanidae, de la sous-famille des Thyatirinae.

## Liste d'espèces
Selon BioLib (16 avril 2023) :
- Achlya flavicornis (Linnaeus, 1758) — la Flavicorne
- Achlya jezoensis Matsumura, 1927
- Achlya tateyamai Inoue, 1982